# Marcel Pacovský
Marcel Pacovský (* 31. května 1975) je bývalý český fotbalista, obránce.

## Fotbalová kariéra
V české lize hrál za FC Dukla Příbram. Nastoupil v 6 ligových utkáních. V nižších soutěžích hrál i za TJ Sokol Milín.

## Ligová bilance
| Ročník                          | Zápasy | Góly | Klub              |
| ------------------------------- | ------ | ---- | ----------------- |
| Česká fotbalová liga 1993/94    | -      | 0    | FC Portal Příbram |
| 2. česká fotbalová liga 1994/95 | -      | 0    | FC Portal Příbram |
| Gambrinus liga 1998/99          | 6      | 0    | FC Dukla Příbram  |
| Česká fotbalová liga 2000/01    | -      | 7    | TJ Sokol Milín    |
| CELKEM 1. česká liga            | 6      | 0    |                   |